# Anja Niedringhaus Courage in Photojournalism Award
Anja Niedringhaus Courage in Photojournalism Award é um prêmio de fotografia concedido anualmente pela International Women's Media Foundation (IWMF), que contempla as mulheres fotojornalistas que realizam coberturas em ambientes de risco. Foi criado em homenagem à fotojornalista alemã ganhadora do Prêmio Pulitzer Anja Niedringhaus, que foi morta em 2014 durante uma cobertura no Afeganistão.

## Vencedoras
- 2017 - Stephanie Sinclair[2]
- 2016 - Adriane Ohanesian[3]
- 2015 - Heidi Levine[4]